# Peucedanum muliense
Peucedanum muliense är en flockblommig växtart som beskrevs av M.L.Sheh. Peucedanum muliense ingår i släktet siljor, och familjen flockblommiga växter. Inga underarter finns listade i Catalogue of Life.